# پانیت رنجن
پانیت رنجن (انگلیسی: Punit Renjen؛ زادهٔ ۱۹۶۱) کارآفرین و مدیر اجرایی آمریکایی هندی‌تبار است، که هم‌اکنون به‌عنوان مدیرعامل شرکت دیلویت فعالیت می‌کند.